# Marvel's Avengers Assemble
Avengers Assemble er en amerikansk animeret tv-serie, baseret på det fiktive Marvel Comics hold af superhelte, the Avengers. Figurerne i serien er blevet designet så de minder om dem fra filmen fra 2012. Serien havde premiere den 26. Maj, 2013 på Disney XD. Serien er en erstatning på The Avengers: Earth's Mightiest Heroes. Den hænger sammen med Ultimate Spider-Man og Hulk and the Agents of S.M.A.S.H.. Showets producerer er Joe Casey, Joe Kelly, Duncan Rouleau and Steven T. Seagle (bedre kendt som gruppen, Man of Action). Serien begyndte med en time-lang-special som havde episoderne, The Avengers Protocol, Part 1 og The Avengers Protocol, Part 2. Serien får premiere i Australien den 10. april, 2014.
Den 26. juli 2014, annoncerede Disney XD at de havde bestilt en anden sæson af Avengers Assemble som fik premiere den 28. september 2014.

## Synopsis
Falcon (det nyeste medlem af The Avengers) er gruppens øjne og ører når han slås mod skurke sammen med sine holdkammerater (bestående af Iron Man, Captain America, Hulk, Black Widow, Hawkeye og Thor)

### Sæson 1
Da Red Skull er døende på grund af sit ufærdige Super Soldat Serum, slutter han sig sammen med MODOK (som opgradere HYDRAs teknologi) så de kan kidnappe Captain America og overfører Skulls hjerne til en ikke-døende krop. Men efter han bliver besejret af the Avengers, stjæler Skull, Iron Mans dragt, så han kan blive holdt i live. Denne gang angriber Skull Avengers Mansion, men bliver igen besejret, men efterlader bygningen i ruiner.
Skull ser at han ikke kan besejre Avengers alene, så han sender en besked ud til samtlige superskurke (deriblandt Attuma, Dr. Doom og Dracula) og bær dem om at slutte sig til hans gruppe, Cabal. Herefter flytter Avengers op i Stark Tower, så de altid kan være samlet.
Med truslen fra Cabal og en masse andre superskurke, skal Avengers gøre alt for at besejre dem alle.

### Sæson 2
I Sæson To, må Avengers stå sammen mod Red Skulls onde mester Thanos (som Red Skull gav The Tesseract til i slutningen af Sæson et) som er på jagt efter the Infinity Stones.

## Afsnit
| Sæson | Sæson    | Titel                 | Afsnit | Oprindelig sendt | Oprindelig sendt |
| Sæson | Sæson    | Titel                 | Afsnit | Start            | Slut             |
| ----- | -------- | --------------------- | ------ | ---------------- | ---------------- |
|       | 1        | —                     | 26     |                  |                  |
|       | 2        | —                     | 26     |                  |                  |
|       | 3        | Ultron Revolution     | 26     |                  |                  |
|       | Kortfilm | Ultron Revolution     | 6      |                  |                  |
|       | 4        | Secret Wars           | 26     |                  |                  |
|       | 5        | Black Panther's Quest | 23     |                  |                  |

## Medvirkende

### Hovedpersoner
- Adrian Pasdar - Iron Man, Bruto the Strongman
- Roger Craig Smith - Captain America, Torgo, Great Gambonnos, Grim Reaper
- Travis Willingham - Thor, Bulldozer, Brok, Trick Shot
- Fred Tatasciore - Hulk, Thunderball, Volstagg, Ringmaster
- Bumper Robinson - Falcon, Human Cannonball
- Troy Baker - Hawkeye, Loki, Doombot
- Laura Bailey - Black Widow

### Øvrige
- Charlie Adler - MODOK
- Drake Bell - Spider-Man
- J.B. Blanc - Mangog
- Brian Bloom - Hyperion
- David Boat - The Thing
- Clancy Brown - Uatu the Watcher
- Corey Burton - Dracula
- Cam Clarke - Piledriver
- Stephen Collins - Howard Stark
- Chris Cox - Star-Lord
- John DiMaggio - Wrecker, Galactus
- Robin Atkin Downes - Glorian
- Ralph Garman - Mojo
- Grant George - Ant-Man
- Seth Green - Rocket Racoon
- Nika Futterman - Gamora
- David Kaye - J.A.R.V.I.S., Phantom #1, Blood Brother #1
- Tom Kenny - Impossible Man
- Maurice LaMarche - Dr. Doom
- Vanessa Marshall - Hela
- James C. Mathis III - Heimdall
- Chi McBride - Nick Fury
- Jim Meskimen - Arsenal
- Liam O'Brien - Red Skull, Blood Brother #2
- Kevin Michael Richardson - Ulik, Groot
- Daryl Sabara - Aaron Reece
- Dwight Schultz - Attuma
- J.K. Simmons - J. Jonah Jameson
- Isaac C. Singleton, Jr. - Thanos
- David Sobolov - Drax
- Jason Spisak - Justin Hammer
- Cree Summer - Darlene Wilson
- Hynden Walch - Princess Python
- Frank Welker - Odin

### Danske stemmer
| Skuespiller        | Rolle(r)                                                            | Noter |
| ------------------ | ------------------------------------------------------------------- | ----- |
| Benjamin Kitter    | Iron Man, Justin Hammer, Brok                                       |       |
| Caspar Phillipson  | Captain America, Impossible Man, Heimdall                           |       |
| Kasper Leisner     | Thor, Attuma, Thunderball, Galactus                                 |       |
| Mads M. Nielsen    | Hulk, Blood Brother #1, Drax                                        |       |
| Martin Greis       | Falcon, Hyperion                                                    |       |
| Mathias Klenske    | Hawkeye, Aaron Reece, Piledriver                                    |       |
| Malene Tabart      | Black Widow, Gamora, Darlene Wilson, Princess Python                |       |
| Øvrige             |                                                                     |       |
| Torben Sekov       | Red Skull, Dracula, Odin, Ringmaster                                |       |
| Jens Jacob Tychsen | MODOK, Rocket Raccoon                                               |       |
| Peter Jorde        | Dr. Doom, The Thing, Glorian, Torgo, Star-Lord, Ant-Man             |       |
| Peter Zhelder      | J.A.R.V.I.S., Ulik, J. Jonah Jameson, Bulldozer, Mojo, Groot, Bruto |       |
| Rasmus Hammerich   | Nick Fury, Blood Brother #2                                         |       |
| Michael Hasselflug | Phantom #1, Wrecker, Volstagg, Punisher                             |       |
| Simon Nøiers       | Loki                                                                |       |
| Sebastian Jessen   | Spider-Man                                                          |       |